# Лебедь (герб)
Лебедь (Лабэндз) или Дунин (пол. Łabędź, Dunin) — польский дворянский герб.

## Описание герба
В поле червлёном лебедь белый, клюв и ноги у которого означены золотом. В нашлемнике повторяется та же фигура. Эмблема эта, полагают, перешла в Польшу из Дании в правление короля Болеслава Кривоустого в 1124 году. Герб Лабэндз внесен в Часть 3 Гербовника дворянских родов Царства Польского, стр. 89.

## Используют
Аудицкие (Audycki), Балашко (Balaszko), Бальбасы (Balbas), Бартодзейские (Bartodziejski, Bartodzieyski), Бауман (Bauman), Бервальдские (Berwaldzki), Бержанские (Berzanski, Berzanski Klausuc), Бельские (Bielski), Блашковские (Blaszkowski), Блинструб (Blinstrub, Blinstrup), Борковские (Borkowski, Borkowski Dunin), Бреанские (Breanski), Бруны (Brun), Бржезицкие (Brzezicki), Бржезинские (Brzezinski), Бржуховские, Буйницкие (Bujnicki), Вавиловы (Wawilowi), Дамневские (Damniowski), Давгирды (Dawgird), Дедиголдовичи Дидигозды (Dedigol/dowicz Didigozd), Дедыгольд (Дейдыгольт, Dedygold, Dejdygolt, Dejdygoltt), Довгайло (Dowgaylo), Довгирды (Dowgird), Дунины (Dunin, Dunin z Wielkiego Skrzynna, Dunin Gozdzikowski, Dunin na Skrzynnie, Dunin Szpot), графы и дворяне Дунин-Борковские (Dunin-Borkowski), Дунины-Раецкие (Dunin-Rajecki), Ганцковы (Ganckow), Гинейд (Ginejd, Gineyd Kuncza), Гинвиллы (Ginwill), Гирские (Girski), Глищинские (Gliszczynski), Глушевские (Gluszewski), Глущинские (Gluszynski), Гойжевские (Gojzewski), Голигунты (Goligunt), Голимунты (Golimunt), Голавинские (Golawinski), Госциковские (Goscikowski), Граевские (Grajewski), Гродзинские (Grodzinski), Грудзинские (Grudzinski), князья Головчинские (Holowczynski), Городыйские (Horodyiski, Horodyjski), Горошевичи (Horoszewicz), Явгель (Iawgel), Ишлинские, Ягелло (Jagello, Jagiello), Ягелловичи (Jagellowicz, Jagiellowicz), Ялгольдовичи (Jalgoldowicz), Ястржембские (Jastrzebski), Явгел (Jawgiel), Юндзил (Юндзиловичи, Jundzil, Jundzill, Iundzilowicz), Юневичи, Юновичи, Каменомойские (Kamionomojski, Kamionomoyski), Канемойские (Kaniomojski), Карниковские (Karnikowski), Карнковские (Karnkowski), Карвацкие (Karwacki, Karwatzki), Карвицкие (Karwicki, Karwicki Dunin), Консиновские (Kasinowski), Кемпличи (Keplicz), Кезгайло (Kiezgaylo), Клопоцкие (Klopocki), Коморовские (Komorowski), Кончевичи (Konczewicz), Конинские (Koninski), Корвацкие (Korvatsky), Корейвичи (Korejwicz), Кормулты (Kormult), Коротковы (Korotkowy), Корошевичи (Koroszewicz), Кос (Kos), Костржеевские (Kostrzejowski), Козицы (Kozic, Kozica), Козицкие (Kozicki), Козельские (Kozielski), Краевские (Krajewski, Kraiewski), Кржоновские (Krzonowski), Кудревичи (Kuderewicz, Kudrewicz), Кульвецы, Кунцевичи (Kuncewicz, Kunczewicz), Куницкие (Kunicki), Лябинские (Labinski), Лещиловские (Leszczylowski), Лихавские (Lichawski), Липчинские (Lipczynski), Липские (Lipski), Любсенские (Lubsienski), Лабенцкие, Лабецкие (Labecki, Labecki Dunin), Лабуц (Labuc), Мацеевичи (Maciejowicz), Маевские (Majewski), Марцинкевичи (Marcinkiewicz), Маркевичи (Markiewicz), Маркунтовичи, Мартусевичи (Martusewicz), Мартышевские, Матусевичи (Matusewicz), Матушевичи (Matuszewicz), Матысевичи (Матышевичи, Matysiewicz, Matyszewicz), Мицинские (Micinski, Micinski Dunin), Мечинские (Mieczynski, Mieczynski Dunin), Мещанские (Mieszczanski), Миколаевичи (Mikolajewicz), Милашевичи, Милошевичи (Miloszewicz), Мингайло (Mingailo, Minigaylo, Minigajlo), Мисопад (Misopad, Missopad, Missopod), Модлишевские (Modliszewski), Монстольд (Монштольд, Monstold, Monsztold, Monsztolt), Можейко (Mozejko, Mozeyko), Немекша (Niemieksza), Немешка (Niemieszka), Нивинские, Островские (Ostrowski), Отоские (Otoski), Овадовские (Owadowski), Пантковские (Pantkowski), Петрусевичи (Петрушевичи, Petrusiewicz, Petruszewicz), Петрашкевичи (Pietraszkiewicz), Пентковские (Pietkowski), Пилецкие (Pilecki), Плётц (Ploetz), Погумирские (Pogumirski), Полиб (Polib), Помеские (Pomieski), Примусы (Primus), Прокульбицкие (Prokulbicki), Пришмонты (Pryszmont), Пржиховские (Przychowski), Пржисталовские (Przystaloski, Przystalowski), Пржишовские (Przyszowski), Радонские (Radonski), Радостовские (Radostowski), Радзивиловичи (Radziwilowicz), Рафаловские (Rafalowski), Раецкие (Rajecki, Raiecki, Rajecki Dunin), Ракинт, Ратынские (Ratynski), Ростецкие (Rostecki), Ростоцкие (Rostocki), Рукша (Ruksza), Русковские (Ruskowski), Ржуховские (Rzuchowski, Rzuchowski ze Skrzynna Dunin), Саломон (Salomon), Сасуличи (Sasulicz, Sasulicz-Sasin), Себастьяновичи (Sebastyanowicz), Сенкевичи, Семашко (Siemaszko), Семнишко (Siemniszko), Сигнио (Signio), Скржинские (Skrzynski, Skrzynski Dunin), Слепсц (Slepsc, Slepsc Dunin), Смялковские (Smialkowski), Смошевские (Smoszewski), Соколовичи (Sokolowicz), Сопоцко (Sopocko), Станилевичи (Stanilewicz, Brantko-S.), Станиславовичи (Stanislawowicz), Стецко Стецкевичи (Stecko Steckiewicz), Стома (Stoma), Стос (Stos), Студзинские (Studzinski), Сулигостовские (Suligostowski), Шеметы (Szemet), Шемяки (Szemiak), Шемиоты (Szemiot, Szemiota), Шемпинские (Szempinski), Шостаки (Szostak) Шостаковские (Szostakowski), Шпол Дунины (Szpol Dunin), Шполанские Дунины (Szpolanski Dunin), Шпоты (Szpot), Шпотанские (Szpotanski), Шпотовские (Szpotowski), Шторц (Sztorc), Швиховские (Szwichowski), князья Шидловецкие (Szydlowecki), Таленти (Talenti), Тальвоши (Talwosz), Танаевские (Tanajewski), Таневские (Taniewski), Телефус (Telefus), Тодт (Todt), Томасевичи (Tomasiewicz), Томашевичи (Т. Дунины, Thomaszewicz Dunin), Томулевичи (Tomulewicz), Тржцинские (Trzcinski), Тржебицкие (Trzebicki), Туркевичи (Turkiewiczi), Урбановичи (Urbanowicz, Urbanowicz Pilecki), Валентиновичи (Walentynowicz), Валешинские (Waleszynski), Варшевские (Warszewski), Вонс (Was), Вонсовичи (Wasowicz, Wasowicz Dunin), Венцевичи (Wecewicz), Вейсенгоф (Weyssenhoff, Weissenhoff), Видейко (Widejko, Wideyko), Видейчики (Wideyczyk), Винча (Wincza), Власта (Wlasta), Водзирадские (Wodziradzki), Военские (Wojenski), Войткевичи (Wojtkiewicz), Володкевичи (Wolodkiewicz), Володковичи (Wolodkowicz), Вольские (Wolski, Wolski Dunin), Войшко (Woyszko), Залеские (Zaleski), Завиша (Zawisza), Збаржинские (Zbarzynski), Зборжинские (Zborzynski), Желиговские (Zeligowski), Жуховские (Zuchowski), Жуковские (Zukowski).
Лабендзь изм.Хосцельские (Chroscieski), князья Гирские (Girski), Громадские (Gromadzki), Ялгольды (Ialgold), Кудревичи (Kudrewicz), Шемет (Szemet, Szemiot, Szemiol), Шпоты (Szpot), Вейсенгоф (Weysenhof), Видейко (Wideyko, Widejko), Войшики (Wojszyk, Woyszyk), Войшко (Woyszko).
Лабендзь 2Борковские, Бржуховские, Дунины (Dunin), Карвицкие, Маевские, Рукши, Урбановичи, Вонсовичи, Вольские.
Лабендзь 2 изм.Былинские (Bylinski z Litwy).
Лабендзь 3Маевские.
Лабэндзь 4Вольские (ЦП).